# Plains (Geórgia)
Plains é uma cidade localizada no estado americano de Geórgia, no Condado de Sumter É a cidade natal do 39° Presidente dos Estados Unidos Jimmy Carter.

## Demografia
Segundo o censo americano de 2000, a sua população era de 637 habitantes.
Em 2006, foi estimada uma população de 611, um decréscimo de 26 (-4.1%).

## Geografia
De acordo com o United States Census Bureau tem uma área de 2,1 km², dos quais 2,1 km² cobertos por terra e 0,0 km² cobertos por água. Plains localiza-se a aproximadamente 152 m acima do nível do mar.

## Localidades na vizinhança
O diagrama seguinte representa as localidades num raio de 24 km ao redor de Plains.